# Sauerland

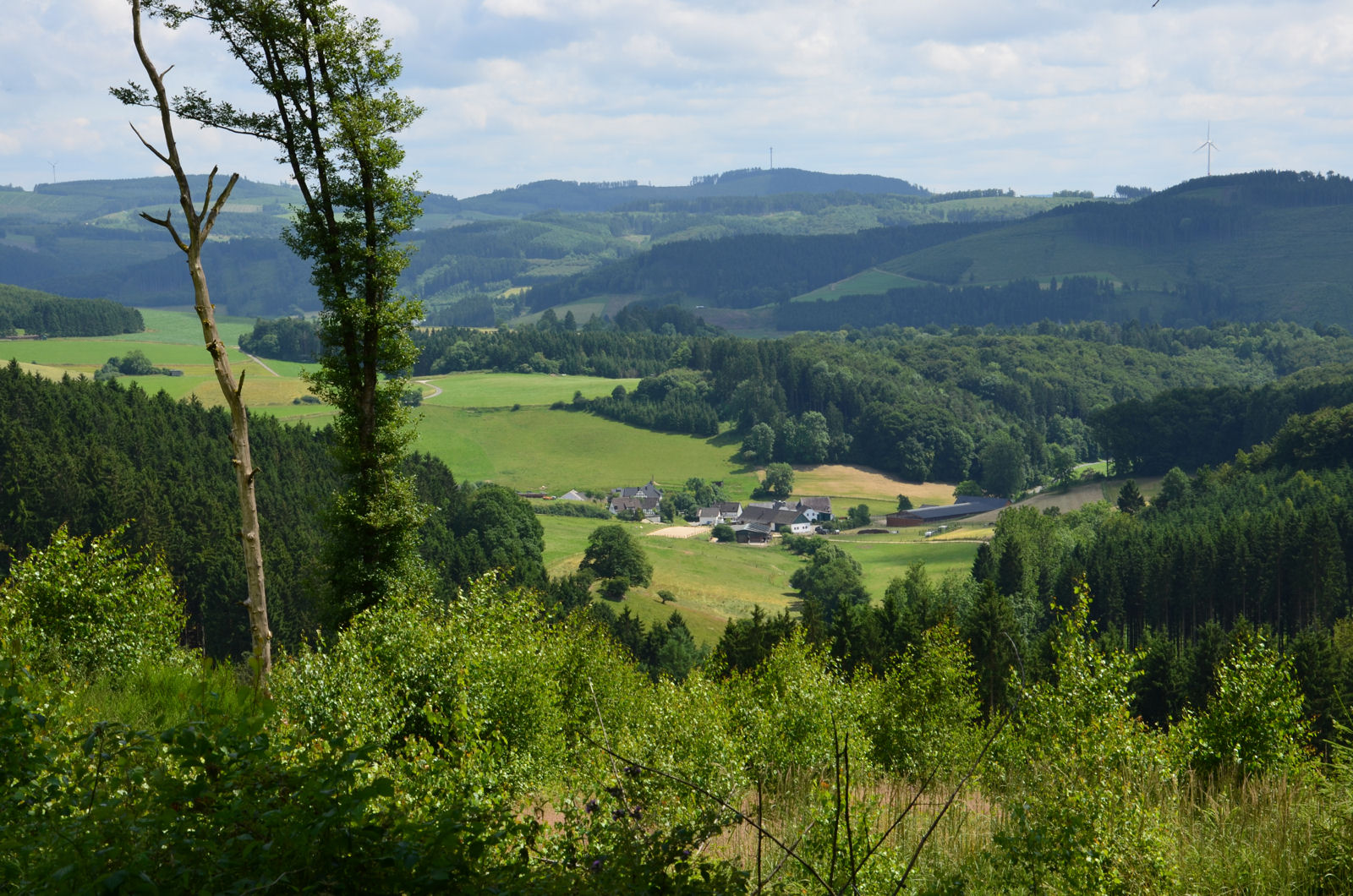
Údolí Melbecketal

Mapa

Sauerland je region v západní části Německa, okolo měst Iserlohn a Arnsberg. Má rozlohu 4462 km², žije v něm přes osm set tisíc obyvatel. Náleží k německým spolkovým zemím Severní Porýní-Vestfálsko (zemský okres Vysoký Sauerland, zemský okres Marka, zemský okres Olpe, zemský okres Soest) a Hesensko (zemský okres Waldeck-Frankenberg). Je to kopcovitá a lesnatá krajina, ostře kontrastující s průmyslovým a hustě zalidněným Porúřím, které je severozápadním sousedem Sauerlandu. Nejvyšším vrcholem je Langenberg (843  m n. m.).

## Přírodní poměry
Většinu území Sauerlandu zaujímá vrchovina Rothaargebirge, které bylo devonským mořem a vzniklo během hercynského vrásnění. Je tvořeno převážně břidlicemi a drobou, nacházejí se zde i krasové oblasti s jeskyněmi Dechenhöhle, Atta-Höhle a Balver Höhle. V okolí Nehdenu bylo nalezeno množství pozůstatků dinosaurů. V oblasti se do 20. století těžily kovové rudy (železo, olovo, stříbro), zpracovávané v nedalekém Porúří. V krajině převládají bukové, borové a smrkové lesy. Podnebí je drsné, objevují se zde i horské druhy rostlin, jako je mléčivec alpský a violka dvoukvětá. V Sauerlandu pramení řeka Rúr, dalšími významnými toky jsou Lenne, Sieg a Diemel, byly zde zbudovány údolní přehrady Sorpesee, Biggesee a Möhnesee.

## Historie
Název nemá nic společného s německým výrazem „sauer“ (kyselý) – vyvinul se z názvu Suderland (jižní země), jehož použití je doloženo roku 1266. Oblast byla osídlena již v paleolitu, jak o tom svědčí bohaté archeologické nálezy u Rüthenu. Od 12. století byl region součástí Vestfálska, po napoleonských válkách připadl Prusku. Část Sauerlandu patřila Kolínskému kurfiřtství a převládá v ní římskokatolické vyznání. V roce 1849 vypuklo v Iserlohnu povstání, jinak však byla oblast díky převažujícímu venkovskému charakteru politicky spíše konzervativní. Významnou postavou místní kultury byla básnířka Christine Kochová, tvořící v dialektu Sauerländer Platt.

## Ekonomika
Významným odvětvím je cestovní ruch, zdravotní a poznávací výlety do sauerlandských kopců propagovala již Annette von Droste-Hülshoffová. Oblíbenými cíli výletníků jsou vodopád Plästerlegge, kamenné moře Felsenmeer a hora Kahler Asten s rozhlednou. Chráněnými oblastmi jsou přírodní park Arnsberský les a přírodní park Homert. Nachází se zde množství stezek pro pěší i cyklistickou turistiku, Winterberg a Willingen jsou vyhledávanými středisky zimních sportů, nedaleko města Kirchhundem se nachází zábavní Panorama-Park. Vesnici Elspe proslavil každoroční festival Karla Maye. Lokální historii a kulturu přibližuje regionální muzeum v Arnsbergu. Významnými stavebními památkami jsou hrad Altena, zámek Herdringen, benediktinský klášter v Meschede a Stertschultenhof, ukázka původní hrázděné architektury. Tradiční způsoby obživy představují těžba dřeva a kamene, největšími průmyslovými podniky jsou pivovar ve Warsteinu, výroba punčoch v Schmallenbergu, automobilových ráfků v Hesbornu a drátů v Alteně.

## Zajímavosti
- V oblasti okolo hory Härdler byl roku 2003 zahájen projekt návratu zubra evropského do volné přírody.[4]
- O místní kulturní a přírodní dědictví pečuje nevládní organizace Sauerländer Heimatbund.
- Hokejový klub Iserlohn Roosters vystupoval v letech 1988–1994 pod názvem ECD Sauerland.